# Joseph Agassi

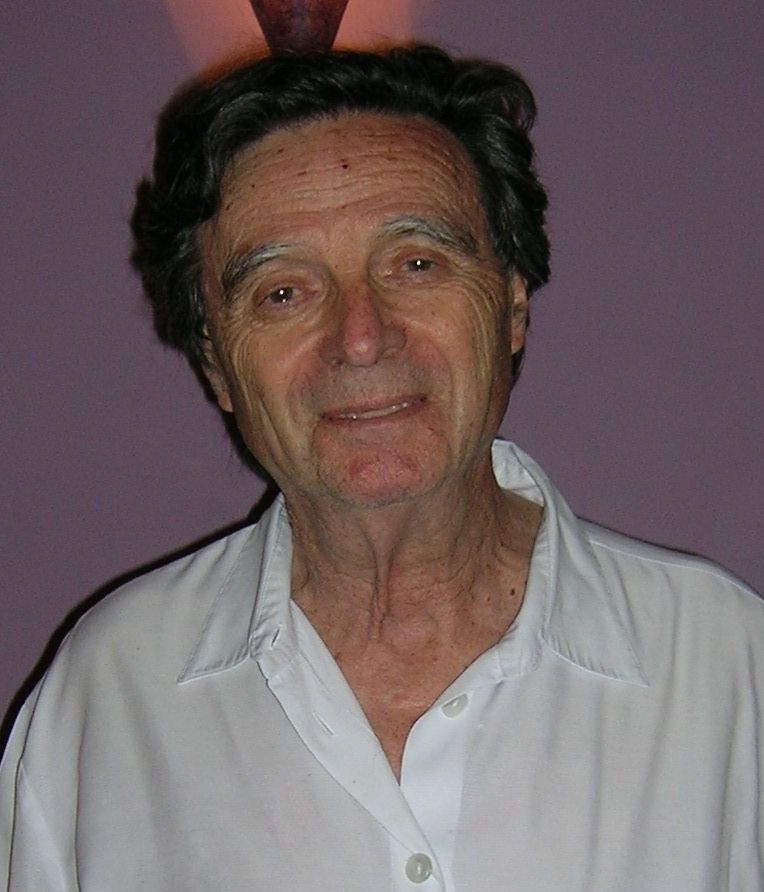
Joseph Agassi, 2007

Joseph Agassi (hebräisch יוסף אגסי; * 7. Mai 1927 in Jerusalem; † 23. Januar 2023) war ein israelischer Akademiker, der sich mit Logik, Wissenschaftstheorie und Philosophie auseinandersetzte.

## Leben
Joseph Agassi studierte an der Universität Jerusalem und an der Universität London, wo er 1956 promoviert wurde. Von 1957 bis 1960 lehrte er an der London School of Economics und war Assistent von Karl Popper. Danach wurde er Leiter des Fachbereichs Philosophie an der Universität Hongkong. Ab 1963 lehrte er als Professor, zunächst an der University of Illinois (bis 1965), dann an der Boston University (bis 1983) und an der York University in Kanada (bis 1997). Gleichzeitig bekleidete er eine Professur an der Universität Tel Aviv (1971–1996).
Joseph Agassi war mit Judith Buber Agassi (1924–2018) verheiratet, einer Tochter Margarete Buber-Neumanns und Enkelin Martin Bubers. Agassi lebte in Herzlia.
Er starb am 23. Januar 2023 im Alter von 95 Jahren.

## Philosophie
Agassis Hauptinteresse galt der Philosophie, der Metaphysik, Politics und der Erkenntnistheorie. Er ging davon aus, dass Philosophie zwingend notwendig rational sein muss. Über fünfzig Jahre lang untersuchte er die Rationalität in den Wissenschaften, in der Metaphysik und in der demokratischen Politik.
Agassi entwickelte die Philosophie Poppers weiter und klammerte dabei viele Probleme aus, die bei anderen Wissenschaftsphilosophen auftreten, insbesondere das der Theoriewahl. Er beschäftigte sich mit Problemen der Technikphilosophie, wie zum Beispiel der Entscheidung für einen bestimmten Ansatz und der Auswahl von Ideen, die es wert sind, angewandt und umgesetzt zu werden.

## Veröffentlichungen
- Liberal Nationalism for Israel – Towards an Israeli National Identity. Gefen Publishing, 1999, ISBN 965-229-190-0.